# 477 Italia
477 Italia (1901 GR) là một tiểu hành tinh ở vành đai chính. Nó được xếp loại tiểu hành tinh kiểu T và kiểu B. Tiểu hành tinh này do Luigi Carnera phát hiện ngày 23.8.1901 ở Heidelberg và được đặt theo tên nước Ý.